# Rudolf-Hildebrand-Grundschule
Die Rudolf-Hildebrand-Grundschule (ehemals Gemeindeschule Mariendorf) ist eine Schule im Berliner Ortsteil Mariendorf (Bezirk Tempelhof-Schöneberg). Das Schulgebäude wird von der Stadt Berlin als Baudenkmal geführt.

## Baugeschichte
Spätestens seit dem 17. Jahrhundert wurden Mariendorfer Kinder von dem lokalen Küster in Religion und Lesen unterrichtet. Der Unterricht fand direkt in der Küsterei statt, die jedoch im Verlauf des 19. Jahrhunderts zu klein wurde. 1873 bezog die damalige Gemeindeschule Mariendorf ein deutlich größeres Gebäude an der heutigen Straße Alt-Mariendorf (in diesem Gebäude befinden sich heute die Leon-Kestenberg-Musikschule und das Heimatmuseum Mariendorf). Da die Bevölkerung Mariendorfs um 1900 stark zunahm, wurde erneut ein größeres Gebäude benötigt. Dieses wurde 1907/1908 nach Plänen des Architekten Otto Kerwien errichtet.
Der fünfgeschossige Backsteinbau orientiert sich an älteren Berliner Schulbauten des Stadtbaurates Ludwig Hoffmann und ist ein Beispiel für die sogenannte Reformarchitektur. Die glatte Backsteinfassade wurde durch helle Sandsteingesimse und kleinteilige Sprossenfenster gegliedert. Die Fassadengestaltung weist, ebenso wie die seitlichen, von Voluten und Obelisken gezierten Sprossengiebel, auf norddeutsche Vorbilder aus dem 17. Jahrhundert. Die Dachlandschaft des Gebäudes wird im Mitteltrakt durch ein überhöhtes Walmdach mit Uhrturm bekrönt. An den fünfgeschossigen Haupttrakt schließt ein dreigeschossiger Nebentrakt an, der die Verbindung zu den niedrigeren Nachbargebäuden herstellt. Zwischen 1952 und 1954 wurde der Bau zur Errichtung einer Turnhalle erweitert, dieser Zubau orientiert sich architektonisch am Altbau.

## Heutige Nutzung
Das Gebäude beherbergt nach wie vor eine Schule, die seit 1956 nach dem Germanisten Rudolf Hildebrand benannt ist. Es handelt sich um eine drei- bis vierzügige (Klassen pro Jahrgang) offene Ganztagsschule. Wie in den Bundesländern Berlin und Brandenburg üblich, besuchen Schüler der Jahrgangsstufen 1 bis 6 die Schule.
Das Kollegium besteht aus etwa 30 Lehrern und etwa 15 Erziehern. Viele Schüler haben einen Migrationshintergrund, so dass fast 40 verschiedene Nationalitäten unter dem Motto ‚Wir leben Gemeinschaft‘ gemeinsam lernen.